# Adolf Odkolek
Adolf svobodný pán Odkolek z Újezdce (německy Adolf Freiherr Odkolek von Augezd) (1. prosince 1854 Praha – 1. ledna 1917 Stockerau) byl česko-rakouský konstruktér zbraní a důstojník Rakousko-uherské armády.

## Život
Adolf vstoupil do armády jako dobrovolník k hulánskému pluku v roce 1873 a sloužil zde až do roku 1896. V letech 1880–1881 navštěvoval armádní střeleckou školu a poté byl jmenován zbraňovým důstojníkem, tedy plukovním zbrojířem. V roce 1889 zkonstruoval opakovací pušku s hřebenovým ovládáním závěru pomocí pastorku a pohyblivého lučíku.
Dále se zabýval konstrukcí samočinné vzduchem chlazené zbraně fungující na principu odběrů plynů z hlavně. Odkolkovy patenty na vzduchem chlazený kulomet odkoupila francouzská zbrojovka firma Société Anonyme des Anciens Hotchkiss et Cie. A na jejich základě vznikly kulomety Hotchkiss Mle 1897, Hotchkiss Mle 1900 a Hotchkiss Mle 1914, které používalo mnoho armád světa pro jejich pokrokovou konstrukci.

### Rodina
Adolf Odkolek pocházel z roudnického rodu Odkolků. Jeho otec Josef byl bratrem známého pekaře Františka Odkolka. Dle Augusta Sedláčka v Ottově slovníku naučném si Josef vymohl uznání svého hesla a starožitného rodu Odkolků z Újezdce. Adolf je pohřben spolu s celou rodinou (otcem Josefem, matkou Ernestine a sestrami Frýdou, Polyxenou, Otýlií) na hřbitově St. Helena v Badenu u Vídně.